# Seient projectable

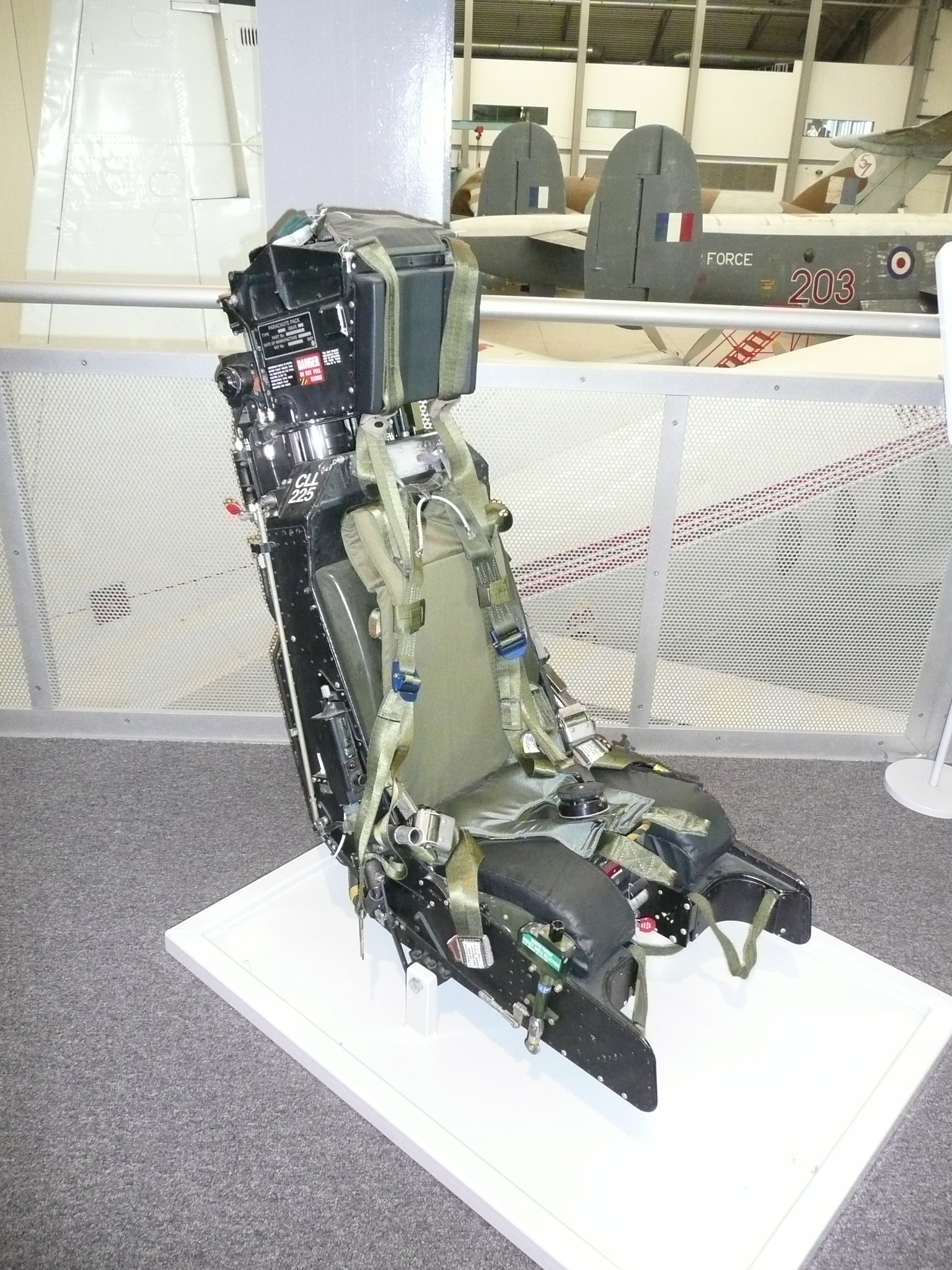
Seient projectable estatunidenc Martin-Baker Mk 9B.

Un seient projectable és un seient emprat en aeronaus per a permetre als pilots abandonar-les en cas de danys catastròfics i allunyar-se'n ràpidament permetent l'obertura del seu paracaigudes i el descens controlat a la superfície. És un equipament habituals dels avions de combat moderns i altres aeronaus militars.

## Història
Els seients projectables sorgiren durant la Segona Guerra Mundial a diversos països. El seu desenvolupament fou esperonat per la dificultat dels pilots per abandonar amb seguretat els nous avions de reacció en cas de perill (dany de combat, entrada en pèrdua irrecuperable, etc.). Això era perquè la seva velocitat era molt major a la dels avions d'hèlix, causant per exemple danys per impacte contra la cua o les ales de l'aeronau.
Els alemanys foren els primers a operar seients projectables, utilitzat un disseny simple accionant per aire comprimit en alguns dels seus avions de reacció. Posteriorment al Regne Unit es desenvoluparen dissenys propulsats per una càrrega explosiva que acabarien donant lloc als dissenys moderns, amb un seient integral propulsat per coets i amb un paracaigudes d'obertura automàtica.